# Candace Hutson
Candace Hutson (nascida em 3 de maio de 1980) é uma ex-atriz-mirim norte-americana, melhor conhecida por dar a voz a Cera no filme animado Em Busca do Vale Encantado; também apareceu nos filmes Dolly Dearest (1992) e The Maddening (1995).